# Captain Victory and the Galactic Rangers
Captain Victory and the Galactic Rangers connu aussi sous le titre Captain Victory est un comic book créé, écrit et dessiné par Jack Kirby et publié par l'éditeur Pacific Comics de 1981 à 1984.

## Historique de publication
Captain Victory and the Galactic Rangers est l'un des premiers comics publié par Pacific Comics. Il dure treize numéros plus un spécial jusqu'en janvier 1984. Toute la série est scénarisée et dessinée par Jack Kirby. Dans le dernier numéro, Kirby donne plusieurs indices qui suggèrent un lien entre Captain Victory et le Quatrième monde, projet qu'il avait conçu pour DC Comics .
Après la fin de Pacific Comics, le héros disparaît jusqu'à ce que l'éditeur Topps Comics lance une mini-série intitulée Victory en juin 1994. Cependant, un seul numéro est publié.
Fin 2011, Dynamite Entertainment propose une nouvelle série sous le titre Kirby: Genesis qui reprend plusieurs personnages créés par Kirby. Cela conduit en novembre 2011 à un nouveau comics pour Captain Victory qui dure six numéros. En août 2014, une nouvelle série écrite par Joe Casey est publiée par Dynamite Entertainment. Cette série dure six numéros.